# Antigastra
Antigastra là một chi bướm đêm thuộc họ Crambidae.

## Các loài
- Antigastra catalaunalis (Duponchel, 1833)
- Antigastra longipalpis Swinhoe, 1894
- Antigastra morysalis (Walker, 1859)